# Dead History
Dead History is een lettertype ontworpen in 1990 door P. Scott Makela en onder licentie bij letteruitgeverij Emigre.
Het is een lettertype dat opgebouwd is uit geometrische elementen, en zowel schreefloze letters als letters met schreven bevat, en daardoor fantasierijk en onsamenhangend overkomt.
Het bevat ongelijke stokdiktes met geschuinde schreven en ronde uiteinden aan de rechterkant van de letters.
Max Kisman ontwierp in 1991 al eens een soortgelijk experimenteel lettertype genaamd Fudoni, en was een combinatie van Futura en Bodoni.